# نفق مشاة
نفق المشاة أو الممر السفلي أو السرداب هو نفقٌ للمشاة أسفل طريق أو سكة حديدية من أجل فصل المشاة وراكبي الدراجات عن حركة المرور أو القطارات على التوالي.